# مقارنة لغوية زائفة
المقارنة اللغوية الزائفة هي شكل من أشكال الدراسات الزائفة التي تهدف إلى إقامة روابط تاريخية بين اللغات من خلال افتراضات ساذجة تستخرج أوجه التشابه بينهما.
بينما تدرس اللغويات المقارنة العلاقات التاريخية للغات، يعتبر اللغويون المقارنات اللغوية زيفًا عندما لا تستند إلى الممارسات المتبعة في اللغويات المقارنة، أو إلى المبادئ العامة للمنهج العلمي. عادة ما يُجري المقارنةَ اللغوية الزائفة أشخاصٌ بتحصيل علمي ضئيل أو معدوم. يمكن اعتبارها نوعًا واسع الانتشار من العلوم اللغوية الزائفة.
أكثر الطرق المطبقة شيوعًا في مقارنات اللغة الزائفة هي البحث في لغتين أو أكثر عن كلمات تبدو متشابهة في طريقة نطقها كما في معناها. في حين أن أوجه التشابه من هذا النوع تكون مقنعة في الغالب للناس العاديين، فإن علماء اللغة يعتبرون أن هذا النوع من المقارنات لا يمكن الاعتماد عليه لسببين رئيسيين. أولًا، الطريقة المطبقة غير محددة بشكل جيد: معيار التشابه شخصي، وبالتالي لا يمكن نفيه أو تأكيده، وهو ما يتعارض مع مبادئ المنهج العلمي. ثانيًا، تسهّل الكمية الكبيرة لمفردات جميع اللغات العثور على كلمات متشابهة بالصدفة بين تلك اللغات.
نظرًا إلى عدم موثوقيتها، يرفض جميع اللغويين تقريبًا طريقة البحث عن أوجه التشابه المعزولة. بدلًا من الإشارة إلى أوجه التشابه المعزولة، يستخدم اللغويون المقارنون تقنية تسمى الطريقة المقارنة للبحث عن التناسبات المتكررة بين علم النطق اللغوي والقواعد والمفردات الأساسية من أجل اختبار فرضيات الترابط أو فرضيات وجود العلاقة بين تلك اللغات.
يبدو أن هناك أنواعًا معينة من اللغات تجذب اهتمامًا أكثر من غيرها في المقارنات العلمية الزائفة. تشمل هذه اللغات بعض لغات الحضارات القديمة مثل المصرية، والإترورية أو السومرية، واللغات المعزولة أو شبه المعزولة مثل الباسك، واليابانية، ولغة الأينو، واللغات التي لا علاقة لها بالجيران الجغرافيين مثل اللغة المجرية.

## النتائج السياسية والدينية
في بعض الحالات، تُربط اللغات مع بعضها لأسباب سياسية أو دينية على الرغم من عدم وجود ما يدعم ذلك من المناهج العلمية أو اللغوية المقبولة:
على سبيل المثال، جادل نيكلاس والغرن بأن هيرمان لوندبورغ شجع استخدام اللغة الأورالية الطائية لربط الشعوب الصامية الناطقة بها باللغة المنغولية، في مسعى لتبرير العنصرية تجاه الشعوب الصامية.
سعى بعض المؤمنين بالديانات الإبراهيمية إلى اشتقاق لغاتهم الأم من العبرية الكلاسيكية. على سبيل المثال، ادعى هربرت جورج ارمسترونغ (1892-1986)، وهو من دعاة الاصل الإسرائيلي للبريطانيين، أن كلمة «البريطانية» مشتقة من الكلمة العبرية «בְּרִית» التي تُنطق «بريت» أي العهد باللغة العربية، واستخدمها دليلًا مفترضًا للادعاء أن الشعب البريطاني هو «شعب العهد» بالنسبة لله. اعتمد علماء ما قبل الحداثة في الكتاب المقدس العبري، والذين ناقشوا اللغة التي نطق بها آدم وحواء، على الإيمان بالحقيقة الحرفية لسفر التكوين ودقة الأسماء المنقولة فيه. من ناحية أخرى، جادل باحثا عصر النهضة في القرن السادس عشر يوهانس غوروبيوس بيكانوس (1519–1572) وسيمون ستيفن (1548–1620) بأن لغة آدم كانت لهجة للغتهم الأم، أي لهجة من لهجات اللغة الهولندية.
كانت نظرية اللغة الشمس مدفوعة بالقومية التركية، وهي التي افترضت أن اللغة التركية البدائية هي أصل جميع لغات البشرية.
يُعرف عالم اللغة الأمريكي من أصل إسرائيلي بول ويكسلر بنظرياته المتطرفة عن أصل السكان اليهود واللغات اليهودية، ويقول:
إن معظم اليهود الأشكناز هم من أصل تركي، وإن لغتهم، اليديشية، مستمدة في النهاية من اليهودية السلافية.
إن معظم اليهود السفارديم ينحدرون من أصل بربري، وكذلك الأمر بالنسبة للغتهم، اللادينو.